# Messier 22
Messier 22 (auch als NGC 6656 bezeichnet) ist ein 5,5 mag heller Kugelsternhaufen mit einer Flächenausdehnung von 32' im Sternbild Schütze. Er steht in Richtung des Milchstraßenzentrums, 2° nordöstlich des Sterns Lambda Sagittarii.
M22 ist der hellste von Europa aus sichtbare Kugelsternhaufen, steht allerdings tief am Südhimmel. Schon mit bloßem Auge als sternartiges Objekt sichtbar, ist er im Teleskop ein attraktives Deep-Sky-Objekt und fast so prächtig wie der bekannte Herkuleshaufen M13. Er besteht aus rund 80.000 Sternen, unter denen etwa 100 als veränderliche Sterne katalogisiert sind.
Aufgrund seiner Helligkeit wurde M22 auch als erster Kugelsternhaufen beobachtet: der deutsche Amateurastronom Johann Abraham Ihle nahm ihn am 26. August 1665 in seinem 2-Zoll-Fernrohr als rundes Nebelfleckchen wahr. Im Achtzöller werden von den hellsten Sternen (11 mag) einige Dutzend am Haufenrand erkennbar. 2001 beobachtete man Helligkeitsausbrüche, die durch eine Zwergnova oder durch Mikrolinseneffekte enger Sternbahnen erklärt wurden.
Im September 2012 entdeckte ein internationales Forscherteam mit Hilfe des Very Large Array des US-amerikanischen Radioastronomie-Observatoriums NRAO, dass M22 mehr als ein Schwarzes Loch enthält, was bisher aus Gründen der Himmelsmechanik als ausgeschlossen galt. Die beiden Objekte haben jeweils 10 bis 20 Sonnenmassen.
2019 wurden die Überreste einer 48 v. Chr. in China beobachteten Nova in M22 entdeckt. Das bestätigte eine der ältesten aufgezeichneten Beobachtungen eines Ereignisses außerhalb des Sonnensystems. Zu sehen ist ein rötlicher Nebel mit einer Ausdehnung von 8000 AE. Die Beobachtungen erfolgten mit dem MUSE-Instrument des Very Large Telescope.

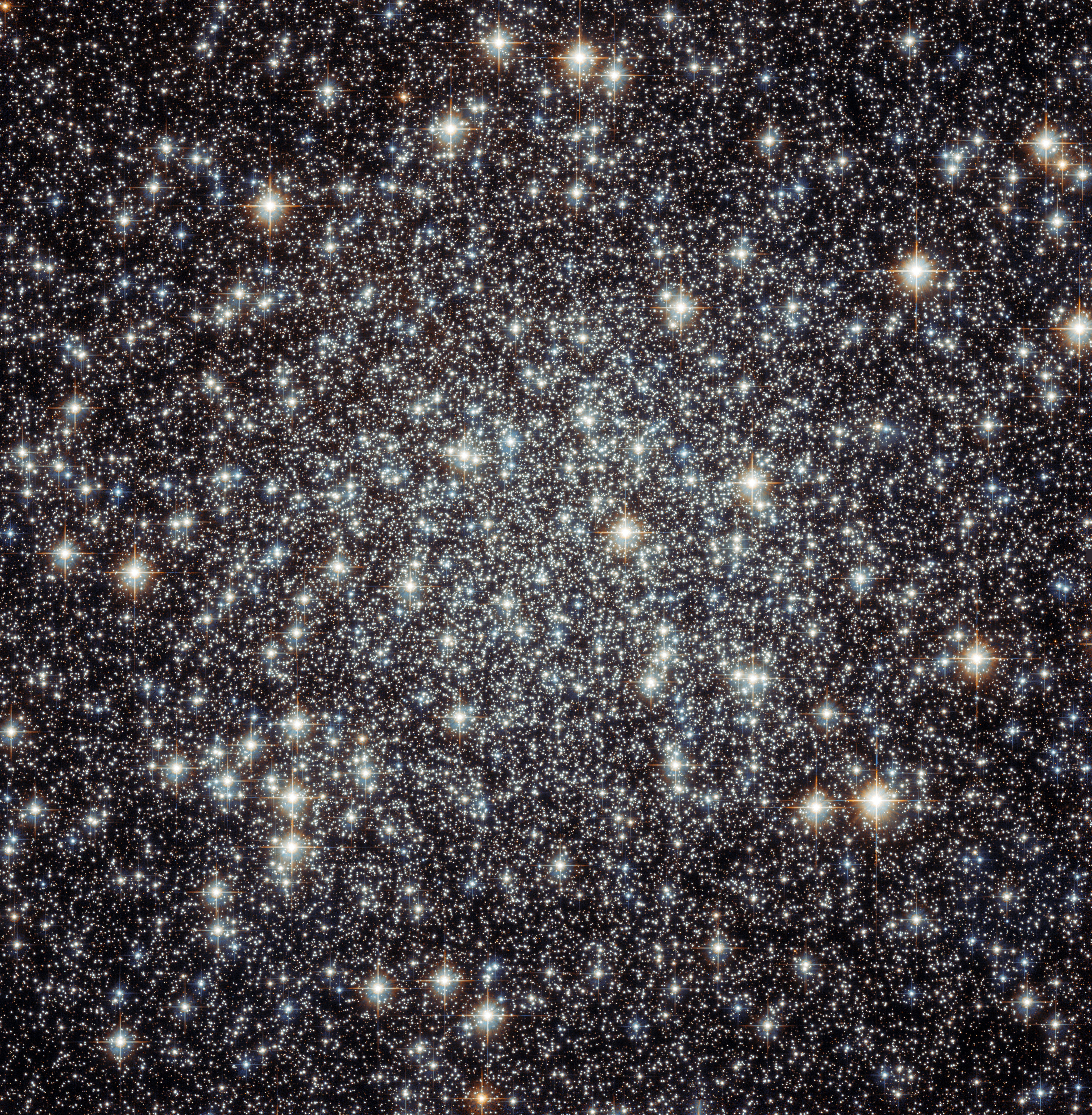
Hochaufgelöste Aufnahme des Zentrums mithilfe des Hubble-Weltraumteleskops
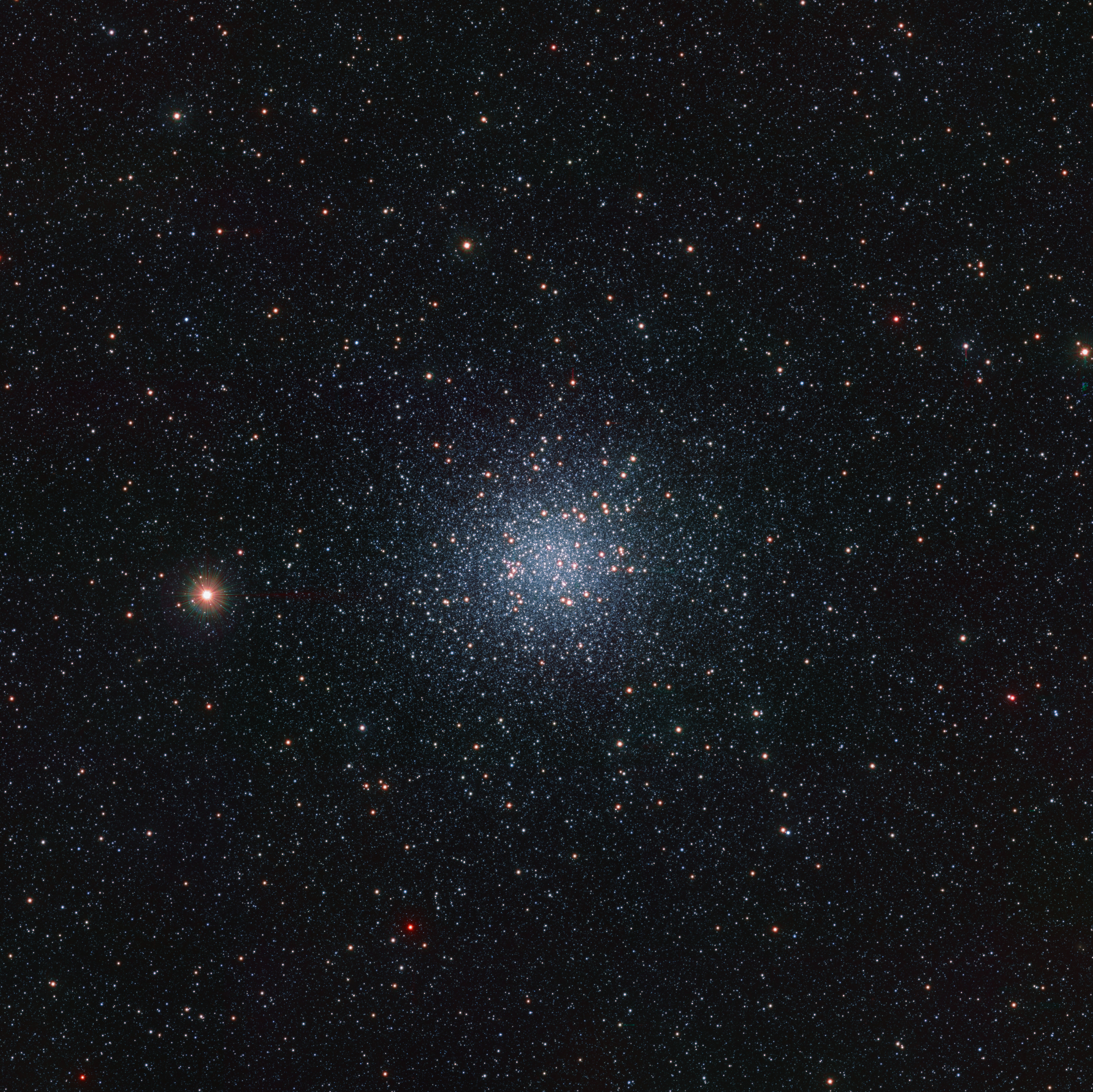
Infrarotaufnahme mithilfe des 4 Meter durchmessenden Teleskop VISTA